# Supermaan

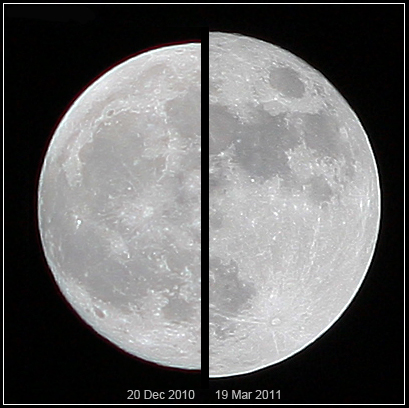
De supermaan van 19 maart 2011 (rechts) vergeleken met de meer gemiddelde maan van 20 december 2010 (links)

Een supermaan is een volle maan die groter en helderder opkomt dan gewoonlijk. Ten gevolge van de elliptische baan van de maan rond de aarde varieert de afstand van de aarde tot de maan doorgaans tussen ongeveer 357.000 km en 406.000 km, gemiddeld 384.450 km. De kortst mogelijke afstand bedraagt 356.400 km.
Ondanks dit verschil in afstand en helderheid, is het fenomeen nauwelijks met het blote oog waarneembaar.

## Definitie
De benaming supermaan is geen officiële astronomische term. Ze werd in 1979 bedacht door de astroloog Richard Nolle, die een supermaan definieerde als
...een nieuwe of volle maan die zich voordoet tijdens zijn dichtste (of binnen 90% van zijn dichtste) nadering tot de aarde in een gegeven baan (perigeum). In het kort: aarde, maan en zon staan in lijn, met de maan op de kortste afstand genaderd tot de aarde— Vrije vertaling van de tekst van Richard Nolle
De waargenomen diameter van een volle maan tijdens perigeum is 14% groter dan een volle maan tijdens apogeum (wanneer de maan het verst van de aarde verwijderd is), en de maan is dan door de omgekeerde kwadratenwet 30% helderder.

## Getijden
Het gecombineerde effect van de zon en de maan op de oceanen van de aarde wordt getijden genoemd. De invloed van de maan is dominant, en varieert met de afstand van de maan tot de aarde. De getijverwekkende kracht is omgekeerd evenredig met de derde macht van deze afstand, en is ca. 39% groter wanneer deze afstand minimaal is dan wanneer deze maximaal is. Formeel was het tijdens de stormvloed van 1 februari 1953 springtij, omdat het twee dagen daarvoor volle maan was, maar het astronomisch hoogwater (d.i.  zonder windinvloed) in de Zeeuwse wateren (uitgezonderd Vlissingen) was desondanks lager dan gemiddeld omdat toevalligerwijs de maan op maximale afstand stond van de aarde. Zou eenzelfde storm zich twee weken eerder of later hebben voorgedaan dan zou het ook springtij zijn geweest (twee dagen na nieuwe maan), maar zou de maan op minimale afstand van de aarde hebben gestaan, resulterend in hoogwaterstanden ca. 0,5 m hoger dan die van 1953.

## Frequentie van de supermaan
Een perigeummaan treedt eens per ongeveer 28 dagen (de omlooptijd van de maan) op, maar de combinatie met volle maan komt slechts zo'n drie tot vier keer per jaar voor.
Het samenvallen van een volle maan met een kleine afstand tot de aarde gebeurt bij een van de veertien volle manen. In Nederland was op maandag 14 november 2016 om 12:21 de afstand aarde-maan 365.461 kilometer. Dit was de kleinste waarde sinds 1948. Volle maan was het ongeveer twee uur later. De volgende keer dat de maan precies deze stand weer bereikt is op 25 november 2034.

## Superoogstmaan
Wanneer een supermaan tegelijk optreedt met een oogstmaan (een volle maan tijdens de oogstperiode) wordt dit fenomeen een superoogstmaan genoemd.